# Наплічники

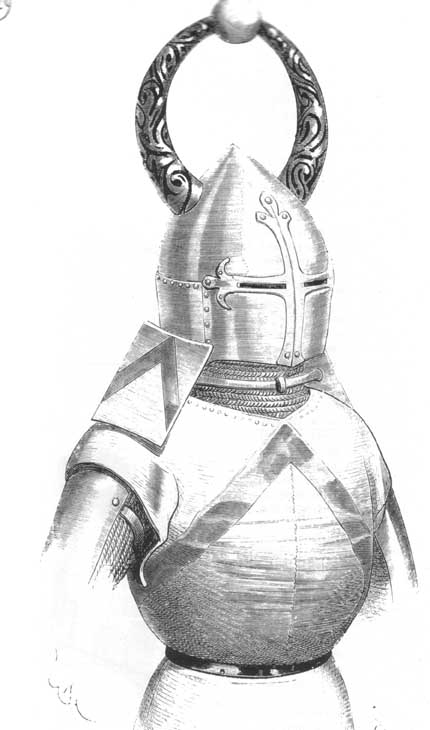
Гербові наплічники

Наплі́чники або нараменники — частина обладунку напівкруглої або вигнутої форми, яка захищала плечі і шию носія, а також ідентифікувала людину. Робилася цілком з металу, дуже рідко містила шкіряні частини.
Виникли в XV столітті. Гербові наплічники-погони (ailettes) носилися лицарями до появи справжніх металевих наплічників.
У зв'язку з тим що вони, як і щити того часу, були зроблені з дерева і шкіри, вони носилися в основному на турнірах і парадах, і на відміну від справжніх погонів служили лише для носіння гербів.